# M-1097 Avenger
M-1097 Avenger (angleško M-1097 Avenger (Pedestal Mounted Stinger), tudi Avenger Air Defense System; dobesedno slovensko M-1097 Maščevalec/Zračnoobrambni sistem Avenger) je lahki raketni protiletalski oborožitveni sistem, ki temelji na lanserju izstrelkov zemlja-zrak FIM-92 Stinger, le-ta pa je naložen na HMMWV (različici M998 ali M1097). Oborožitveni sistem, ki je v uporabi od leta 1989, uporabljata Kopenska vojska Združenih držav Amerike in Korpus mornariške pehote Združenih držav Amerike. Zagotavlja mobilno zračno obrambo kratkega dosega pred raketami, helikopterji in nizko letečemi letali posebno izbranih zgradb in objektov; tako več teh sistemov varuje Pentagon.

## Zasnova
Osnovni del sistema je girostabilizirana zračnoobrambna kupola, ki je nameščena na Visokomobilnem mnogoopravilnem kolesnem vozilu (HMMWV). Sama kupolo sestavljata dve izstrelitveni škatli; v vsaki se nahajajo štiri izstreli in pozabi infrardeče/ultravijolične vodeni izstrelki zemlja-zrak, ki se lahko izstrelijo v hitrem zaporedju. Škatli sta lahko povezani s sistemom FAAD C3I, ki omogoča zunanje radarsko sledenje in posreduje potrebne podatke samim raketam (položaj, hitrost, višina, ...) ter posadki (čas izstrelitve).
Samo vozilo je opremljeno z dodatno električno opremo, močnejšimi blažilci tresljajev, močnejšim ogrodjem ...
Sistem ima skupno 8 izstrelkov FIM-92 Stinger in en mitraljez M3P (izboljšani M2HB) 12,7 mm. Z njim upravlja posadka dveh vojakov: poveljnik-upravljavec sistema in voznik-mitraljezec.